# USS San Antonio (LPD-17)
USS San Antonio (LPD-17) — десантний транспортний корабель-док, є головним кораблем свого класу, призначений для перекидання до 800 морських піхотинців і висадки їх на берег. Також є першим кораблем ВМС США, який отримав назву на честь міста Сан-Антоніо, штат Техас.

## Будівництво
Контракт на будівництво був виданий компанії Northrop Grumman Ship Systems, Новий Орлеан, штат Луїзіана, 17 грудня 1996 року. Закладка кіля відбулася 9 грудня 2000 року. Спущений на воду 12 липня 2003 року. Церемонія хрещення відбулася 19 липня. Хрещеною матір'ю стала сенатор штату Техас Кей Бейлі Хатчінсон. Спочатку введення в експлуатацію було заплановано на 17 липня 2002 року, але через погану якість роботи на корабельні Avondale його будівництво було затримано. В результаті цього в грудні 2004 року корабель був відбуксований з Нового Орлеана до Паскагула, для завершення будівництва. 14 січня 2006 року було введено в експлуатацію.                                                                                Вартість будівництва кораблів цього типу становила від $ 1,7 млрд до більш ніж $ 2 млрд.

## Служба

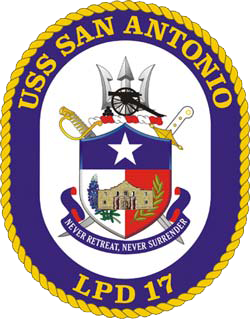
Емблема корабля

25 січня 2006 судно прибуло в порт приписки на військово-морську базу Норфолк, штат Вірджинія.
У 2007 році на кораблі були виявлені неполадки, через які він три місяці перебував на ремонті.
28 серпня 2008 року залишив Норфолк для свого першого розгортання, в складі експедиційної ударної групи універсального десантного корабля USS «Iwo Jima» (LHD-7). 7 листопада став на ремонт на корабельні в Манамі, Бахрейн через витік нафти в системі змащення. 28 березня 2009 року повернувся в порт приписки, після семимісячного розгортання.
У 2009 році корабель став флагманом для Об'єднаної цільової групи 151, багатонаціональних антипіратських військово-морських сил біля берегів Сомалі. Під час перебування корабля біля берегів Африки екіпаж затримав 20 іноземних суден. Екіпаж виявив на одному із суден приховану вибухівку. Повернувся до Норфолка 27 березня.
14 травня 2010 року перебував на ремонті на верфі Earl Industries для усунення проблем в дизельних двигунах і системі змащення, які виникли в лютому 2009 року. 10 вересня 2010 року повернувся до Норфолк, хоча ремонт корабля був ще не завершений.
17 травня 2011 року залишив Норфолк для 10-денних ходових випробувань. 15 червня повернувся в порт приписки, після завершення другої половини ходових випробувань, які проходили біля узбережжя Вірджинії.
30 січня 2012 року залишив Норфолк для участі в міжнародних десантних навчаннях «Bold Aligator 2012» (BA12), які проходили з 30 січня по 12 лютого.
11 березня 2013 року залишив Норфолк для запланованого розгортання в зоні відповідальності 5-го і 6-го флоту США. Вихід з порту приписки був затриманий на три дні через погану погоду. З розгортання повернувся в порт приписки 7 листопада. 11 грудня прибув на верфі в Портсмут, штат Вірджинія, для планового ремонту. У листопаді 2014 року повернувся до Норфолка після завершення ремонту. З 6 по 9 грудня перебував на ходових випробуваннях.

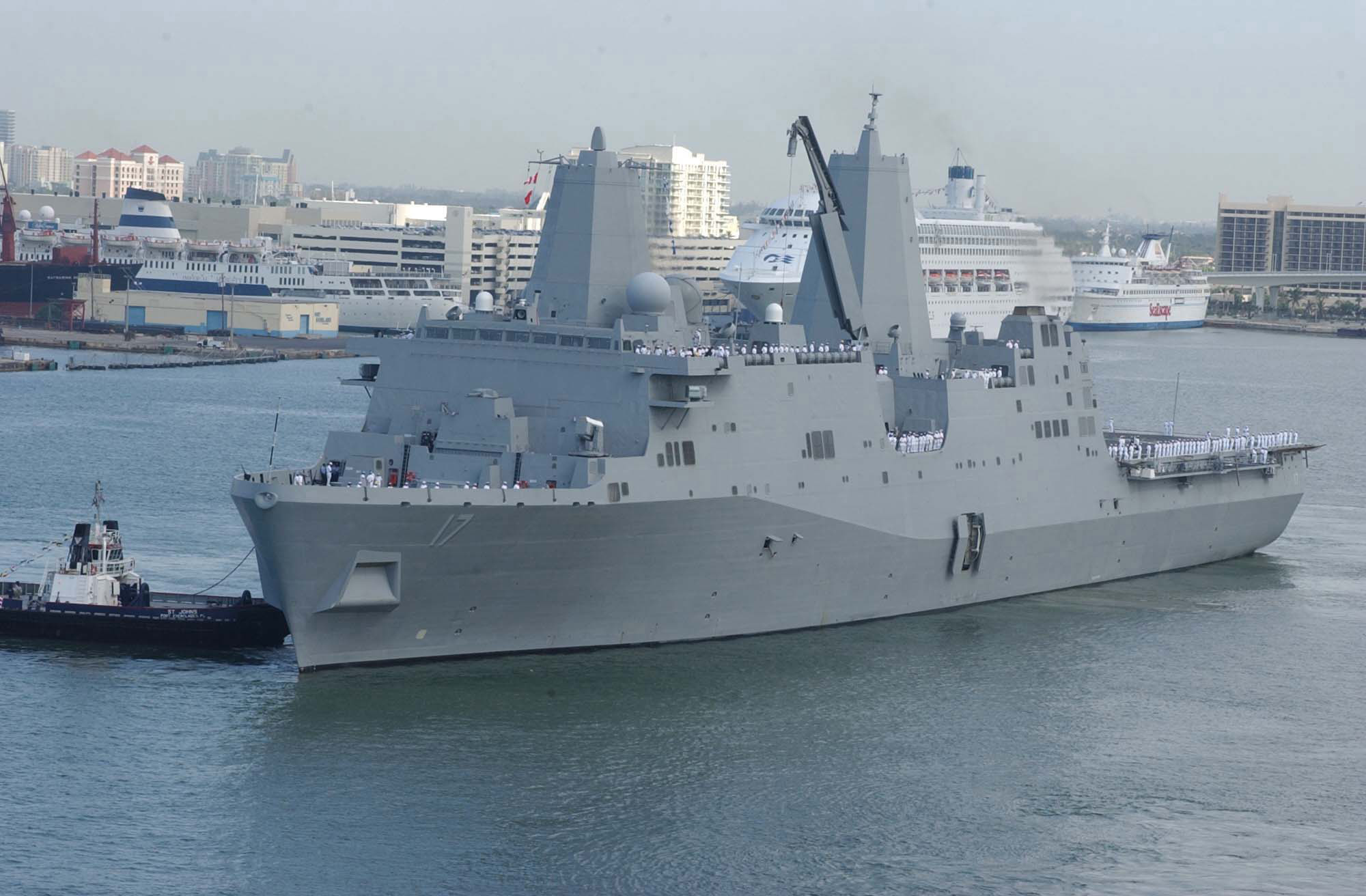
В Порту Еверглейдс, штат Флорида, травень 2006 року.

18 травня 2015 року залишив Норфолк і попрямував до Нью-Йорка, куди прибув 20 травня з 6-денним візитом для участі в щорічній тижні флоту. 6 червня прибув з двох денним візитом в порт Гдиня, Польща, перед участю в морській фазі міжнародних навчань Baltic Operations (BALTOPS) 2015. На борту корабля перебувало 300 морських піхотинців. 19 червня прибув з 3-х денним візитом на військово-морську базу в Кіль, Німеччина, для участі в щорічному святкуванні «Кільського тижня». 23 червня прибув із запланованим візитом в порт Таллінн, Естонія. 1 липня прибув в порт Рейк'явік, Ісландія. 15 жовтня пришвартований біля причалу 2, Pier 9 на військово-морській базі Норфолк для проведення планового ремонту.
25 червня 2016 року залишив порт приписки для запланованого розгортання на Близькому Сході. 8 і 9 липня перебував для поповнення запасів в порту Рота, Іспанія. 16 липня прибув з візитом в порт Хайфа, Ізраїль. 7 грудня прибув з візитом на військово-морську базу Рота, Іспанія. Метою візиту стало поповнення запасів і технічний огляд корабля в рамках підготовки до повернення в порт приписки. 24 грудня прибув до порту приписки, завершивши розгортання на Близькому Сході.
6 січня 2017 року корабельня суднобудівної компанії BAE Systems в Норфолку отримала контракт з фіксованою вартістю 75,1 млн на технічне обслуговування, модернізацію і ремонт корабля. Роботи повинні бути завершені до квітня 2018 року.
16 травня 2020 року було випробувано встановлену на його борту лазерну установку Laser Weapon System Demonstrator (LWSD) Mk 2 Mod 0., був успішно збитий безпілотний літальний апарат. Це було перше випробування лазеру високої потужності на системному рівні. Лазерна система була розроблена компанією Northrop Grumman Corporation.

## Див також
- Laser Weapon System